# Nati nel 1266
| Questa pagina contiene informazioni ricavate automaticamente dalle voci biografiche con l'ausilio del template Bio e di un bot. L'aggiornamento è periodico e automatico e ricostruisce completamente la pagina. Se manca una persona in questa lista, sei pregato di non aggiungerla, ma accertati piuttosto che la sua voce biografica contenga il template Bio e che i dati anagrafici siano correttamente compilati. Se il template Bio manca, inseriscilo tu stesso o, in alternativa, metti l'avviso {{tmp\|Bio}} che ne segnala la mancanza. Se i dati riportati sono sbagliati, correggi direttamente la voce biografica; le modifiche saranno visibili in questa lista entro pochi giorni. Per chiarimenti vedi il progetto biografie. La lista contiene solo le 10 persone che sono citate nell'enciclopedia e per le quali è stato implementato correttamente il template Bio. Pagina aggiornata al 10 feb 2025. |

- 3 febbraio - Richard FitzAlan, VIII conte di Arundel, nobile inglese († 1301)
- Aitone II d'Armenia, re († 1307)
- 'Ala' al-Din II di Delhi, sultano († 1316)
- Edvige di Kalisz, nobile polacca († 1339)
- Enrico II di Gorizia, nobile italiano († 1323)
- Giovanna da Signa, italiana († 1307)
- Giovanni III di Meclemburgo, principe († 1289)
- Francesco Patrizi, presbitero italiano († 1328)
- Zhou Daguan, diplomatico cinese († 1346)
- Margherita di Villehardouin, nobildonna bizantina († 1315)